# Слободка (Лохвицкий район)
Слободка (укр. Слобідка) — село, Гирявоисковецкий сельский совет, Лохвицкий район, Полтавская область, Украина.
Код КОАТУУ — 5322682407. Население по переписи 2001 года составляло 24 человека.

## Географическое положение
Село Слободка находится на берегу реки Артополот, выше по течению на расстоянии в 2 км расположено село Погарщина, ниже по течению на расстоянии в 1 км расположено село Старый Хутор.

## Экономика
- Около села много нефтяных и газовых скважин.